# Burgholzbahn
| |                      |                            |                            |
| Streckennummer (DB): | 2721                 |                            |                            |
| Kursbuchstrecke (DB): | 402                  |                            |                            |
| Kursbuchstrecke: | 228h (1946)          |                            |                            |
| Streckenlänge: | 10,6 km              |                            |                            |
| Spurweite: | 1435 mm (Normalspur) |                            |                            |
| Maximale Neigung: | 25 ‰                 |                            |                            |
| |                      |                            |                            |
| Bundesland (D): | Nordrhein-Westfalen  |                            |                            |
| \| \| \| Strecke von Wuppertal Hbf \| \| \| \| 0,0 \| Wuppertal-Steinbeck \| Wuppertal-Steinbeck \| \| \| \| Strecke nach Düsseldorf \| \| \| \| 2,2 \| Wuppertal-Hindenburgstraße \| Wuppertal-Hindenburgstraße \| \| \| 3,1 \| Wuppertal-Boltenberg \| Wuppertal-Boltenberg \| \| \| 5,7 \| Wuppertal-Burgholz \| Wuppertal-Burgholz \| \| \| 7,0 \| Wuppertal-Küllenhahn \| Wuppertal-Küllenhahn \| \| \| 7,1 \| Anschl. Triches \| Anschl. Triches \| \| \| 7,6 \| Nöllenhammerweg \| Nöllenhammerweg \| \| \| 7,8 \| Wuppertal-Neuenhof \| Wuppertal-Neuenhof \| \| \| 8,0 \| Korzert \| Korzert \| \| \| 9,3 \| Vonkeln \| Vonkeln \| \| \| 9,4 \| Wuppertal-Cronenfeld Hp \| Wuppertal-Cronenfeld Hp \| \| \| 9,7 \| Hauptstr \| Hauptstr \| \| \| 9,9 \| Anschl. Knipex \| Anschl. Knipex \| \| \| 10,0 \| Oberkamper Str \| Oberkamper Str \| \| \| 10,2 \| Neukuchhausen \| Neukuchhausen \| \| \| 10,6 \| Wuppertal-Cronenberg Bf \| Wuppertal-Cronenberg Bf \| \| \| \| Lindenallee \| \| \| \| 10,8 \| Anschl. Stahlwille \| Anschl. Stahlwille \| |                      |                            |                            |
| Strecke |                      | Strecke von Wuppertal Hbf  | Strecke von Wuppertal Hbf  |
| Bahnhof | 0,0                  | Wuppertal-Steinbeck        | Wuppertal-Steinbeck        |
| Abzweig ehemals geradeaus und nach rechts |                      | Strecke nach Düsseldorf    | Strecke nach Düsseldorf    |
| Haltepunkt / Haltestelle (Strecke außer Betrieb) | 2,2                  | Wuppertal-Hindenburgstraße | Wuppertal-Hindenburgstraße |
| Haltepunkt / Haltestelle (Strecke außer Betrieb) | 3,1                  | Wuppertal-Boltenberg       | Wuppertal-Boltenberg       |
| Haltepunkt / Haltestelle (Strecke außer Betrieb) | 5,7                  | Wuppertal-Burgholz         | Wuppertal-Burgholz         |
| Bahnhof (Strecke außer Betrieb) | 7,0                  | Wuppertal-Küllenhahn       | Wuppertal-Küllenhahn       |
| Abzweig geradeaus und nach rechts (Strecke außer Betrieb) | 7,1                  | Anschl. Triches            | Anschl. Triches            |
| Bahnübergang (Strecke außer Betrieb) | 7,6                  | Nöllenhammerweg            | Nöllenhammerweg            |
| Haltepunkt / Haltestelle (Strecke außer Betrieb) | 7,8                  | Wuppertal-Neuenhof         | Wuppertal-Neuenhof         |
| Bahnübergang (Strecke außer Betrieb) | 8,0                  | Korzert                    | Korzert                    |
| Bahnübergang (Strecke außer Betrieb) | 9,3                  | Vonkeln                    | Vonkeln                    |
| Haltepunkt / Haltestelle (Strecke außer Betrieb) | 9,4                  | Wuppertal-Cronenfeld Hp    | Wuppertal-Cronenfeld Hp    |
| Bahnübergang (Strecke außer Betrieb) | 9,7                  | Hauptstr                   | Hauptstr                   |
| Abzweig geradeaus und von links (Strecke außer Betrieb) | 9,9                  | Anschl. Knipex             | Anschl. Knipex             |
| Bahnübergang (Strecke außer Betrieb) | 10,0                 | Oberkamper Str             | Oberkamper Str             |
| Bahnübergang (Strecke außer Betrieb) | 10,2                 | Neukuchhausen              | Neukuchhausen              |
| Bahnhof (Strecke außer Betrieb) | 10,6                 | Wuppertal-Cronenberg Bf    | Wuppertal-Cronenberg Bf    |
| Bahnübergang (Strecke außer Betrieb) |                      | Lindenallee                | Lindenallee                |
| | 10,8                 | Anschl. Stahlwille         | Anschl. Stahlwille         |

Die Burgholzbahn, auch der Samba genannt, war eine elf Kilometer lange, eingleisige Eisenbahnstrecke zwischen Elberfeld und Cronenberg, beides spätere Stadtteile von Wuppertal.

## Geschichte

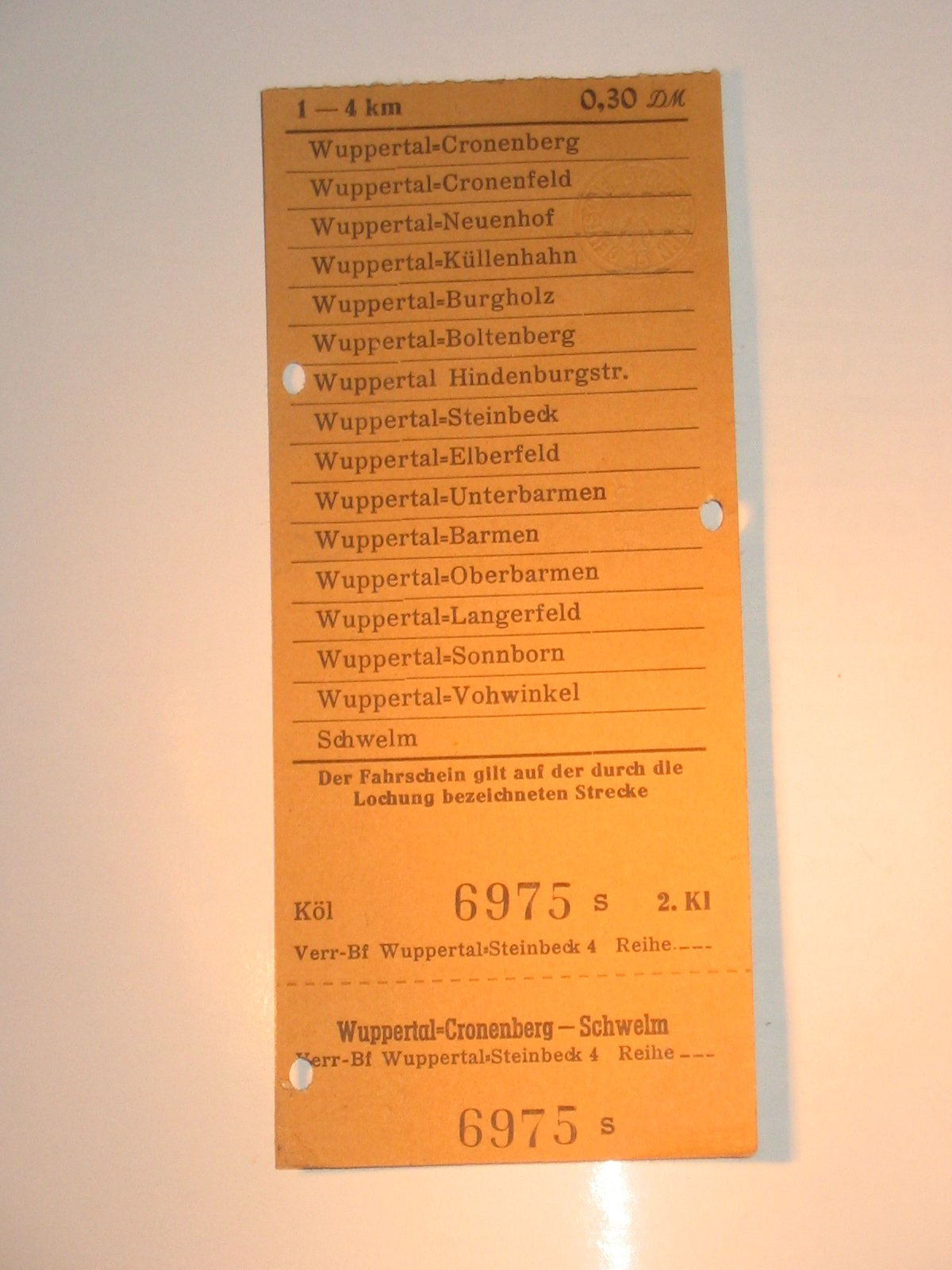
Fahrkarte für die Burgholzbahn, vermutlich aus den 1960er Jahren

Ihren Namen verdankt die 1891 eröffnete Bahnstrecke dem Waldgebiet Staatsforst Burgholz, durch den der Großteil der Strecke führt. Grund für den Bau war der große Bedarf der florierenden Werkzeugindustrie in Cronenberg an Rohstoffen und Kohle sowie die Notwendigkeit, die fertigen Erzeugnisse kostengünstig abzutransportieren. In Elberfeld hatte die Burgholzbahn Anschluss an die Hauptstrecke der Bergisch-Märkischen Eisenbahn-Gesellschaft.
Der Höhenunterschied von etwa 140 Metern bedingte eine recht kurvenreiche Streckenführung. Die Strecke hatte eine maximale Neigung von 25 ‰ (1:40) am Haltepunkt Boltenberg. Bis kurz nach dem Zweiten Weltkrieg diente die Strecke hauptsächlich dem Güterverkehr, aber auch Personenverkehr wurde abgewickelt. Ab Mitte der 1950er Jahre wurde der nun überwiegende Personenverkehr mit Schienenbussen durchgeführt. Das Schaukeln der Wagen in den zahlreichen Kurven brachte der Strecke rasch den Spitznamen Samba ein.
Neben dem Nahverkehr zwischen dem Wuppertaler Stadtzentrum und Cronenberg diente die Bahn vor allem als Anbindung von Freizeitzielen, dem Zoo Wuppertal, dem Stadion am Zoo, dem Waldgebiet Burgholz und dem Freibad Neuenhof.
In den 1980er-Jahren wurde klar, dass die Deutsche Bundesbahn sich der Strecke entledigen wollte. Trotz massiver Widerstände in der Bevölkerung und seitens der Stadt Wuppertal wurden durch mangelnde Instandhaltung der Gleisanlagen vollendete Tatsachen geschaffen. Die Strecke musste schließlich aus Sicherheitsgründen Anfang 1988 stillgelegt werden. Eine Reparatur der Gleisanlagen schied aus Kostengründen aus.

## Die Strecke heute
Der überwiegende Teil der Trasse (auch „Sambatrasse“ genannt) ist noch heute vorhanden; die Gleise wurden jedoch vollständig zurückgebaut. Bis zum Sommer 2007 wurde an der Fertigstellung eines Fuß- und Radwegs gearbeitet. Die offizielle Einweihung der Strecke fand am 27. Oktober mit einem Fest am alten Bahnhof Cronenberg sowie unter anderem einem Berglauf vom S-Bahnhof Zoo bis nach Cronenberg statt. Dieses und weitere begleitende Projekte wurden im Zuge der Regionale 2006 von Wuppertal, Solingen und Remscheid realisiert.
Zwischen den ehemaligen Haltepunkten Hindenburgstraße und Boltenberg bildete die Trasse früher die Ostgrenze des Wuppertaler Zoos. Nach seiner Erweiterung 2006 in südöstlicher Richtung verläuft der heutige Fuß- und Radweg größtenteils auf einer Brücke quer über das Zoogelände, von wo insbesondere ein Blick auf das Tigergehege möglich ist.
Seit dem 13. November 2008 steht ein restaurierter Schienenbus des Typs VT 95, der in der Vergangenheit auf der Burgholztrasse eingesetzt wurde, auf einem Teil des Betriebsparkplatzes der Cronenberger Werkzeugfirma Knipex, direkt angrenzend an den ehemaligen Verlauf der Strecke.

## Bildergalerie

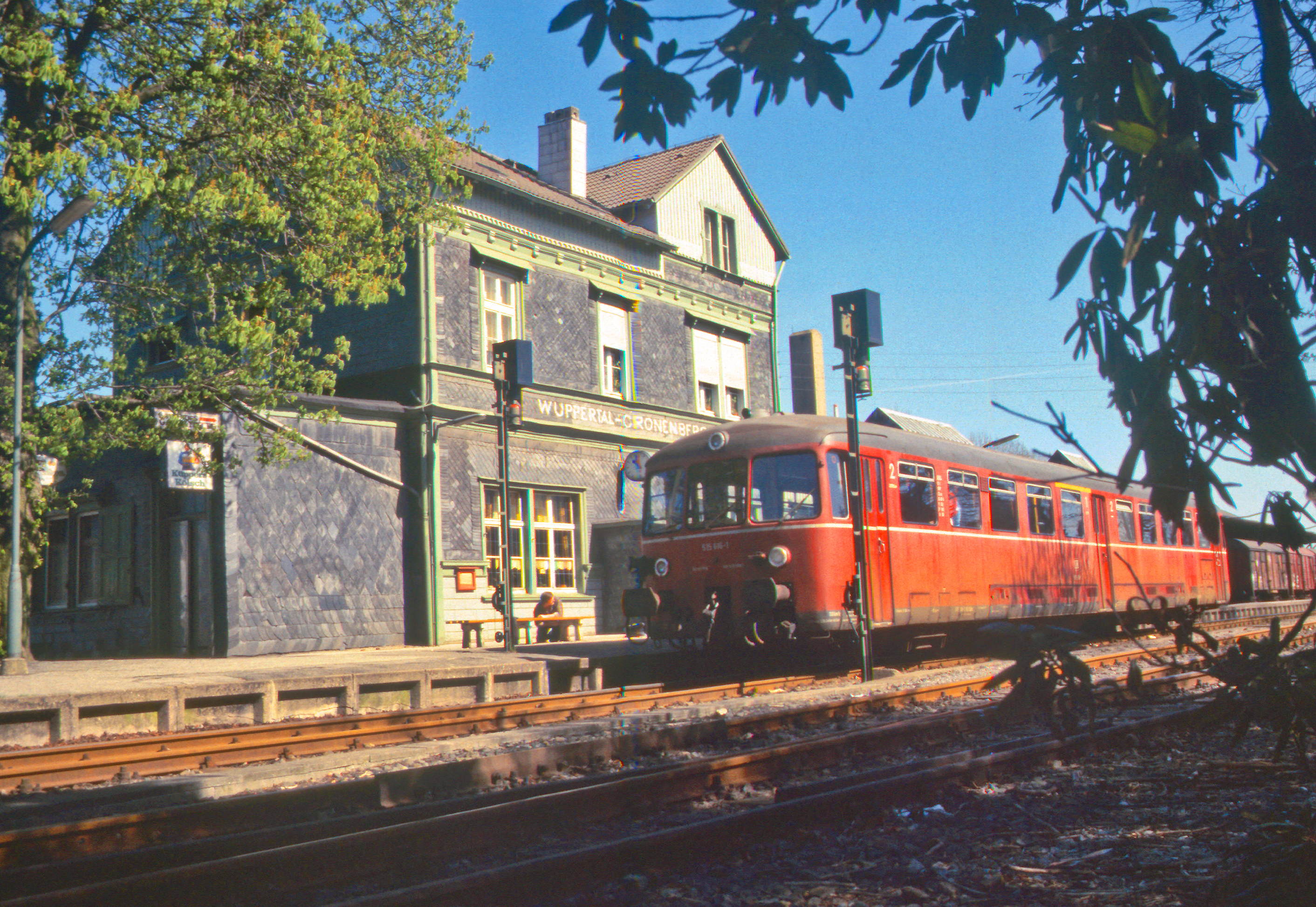
„Cronenberger Samba“, ein Akkumulator-triebwagen ETA 150, am Bahnhof Cronenberg, ca. 1980
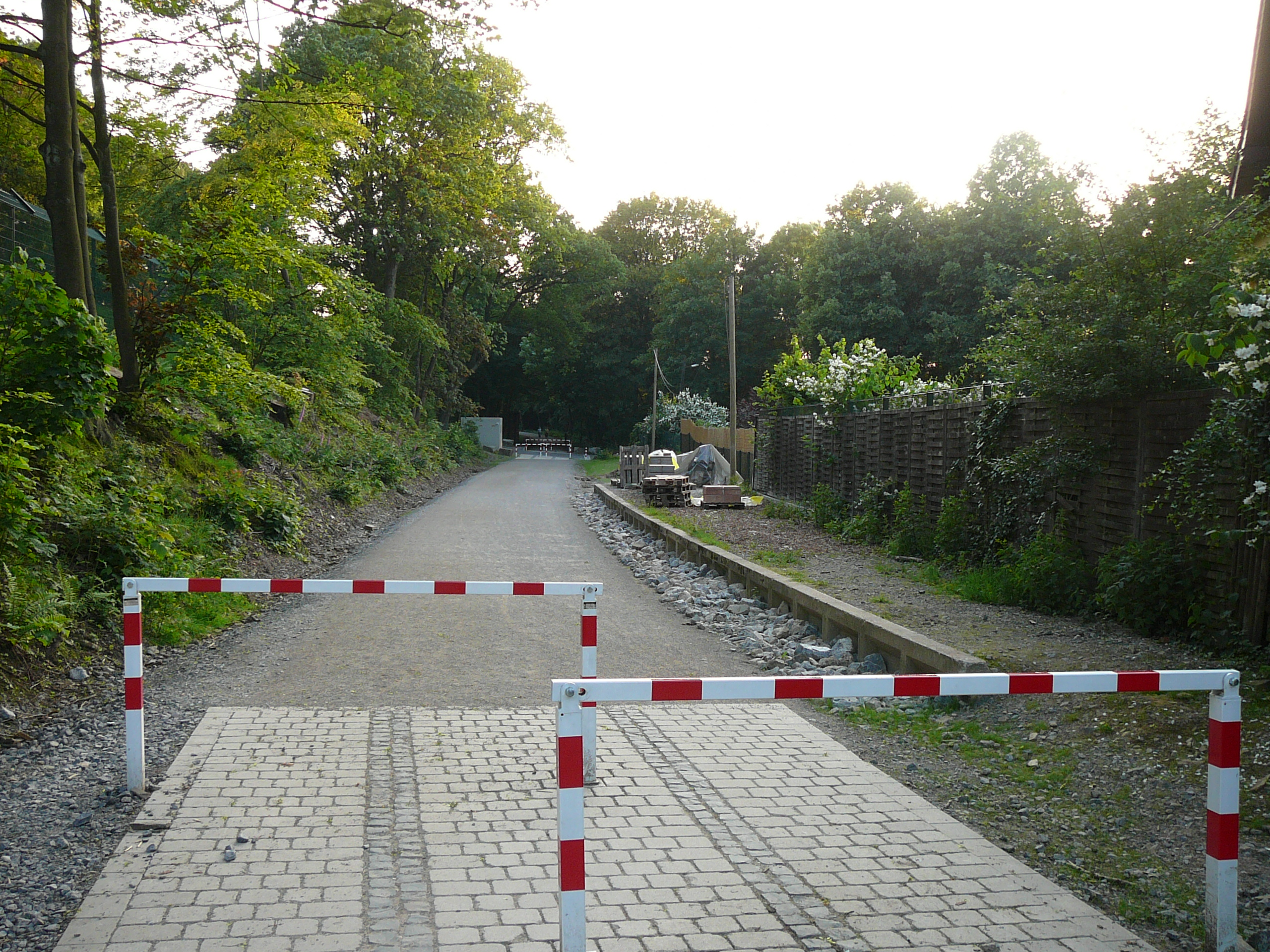
Der ehemalige Haltepunkt am Boltenberg
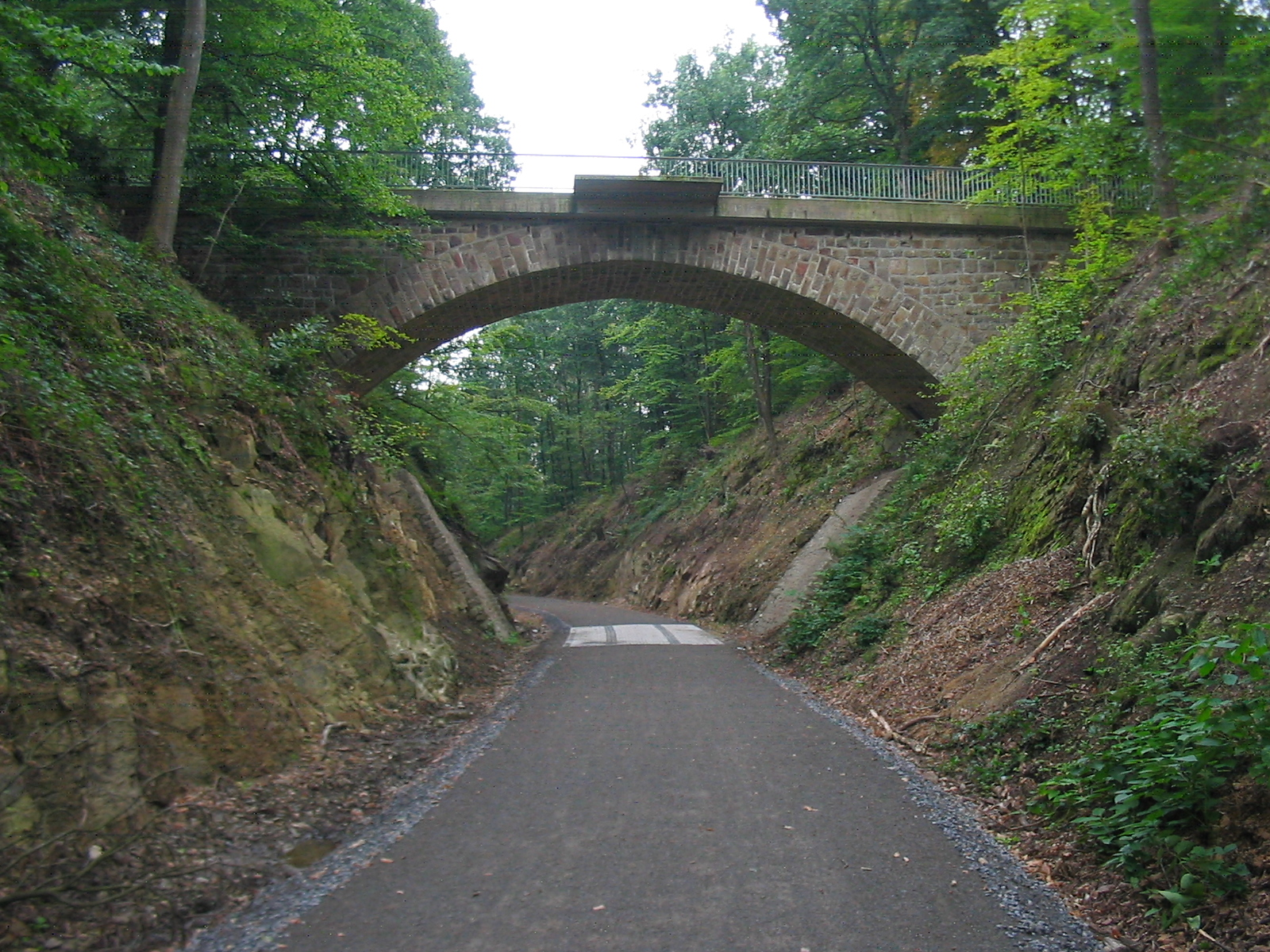
Neuer Radweg auf der Strecke der Burgholzbahn (Brücke an der Kaisereiche)
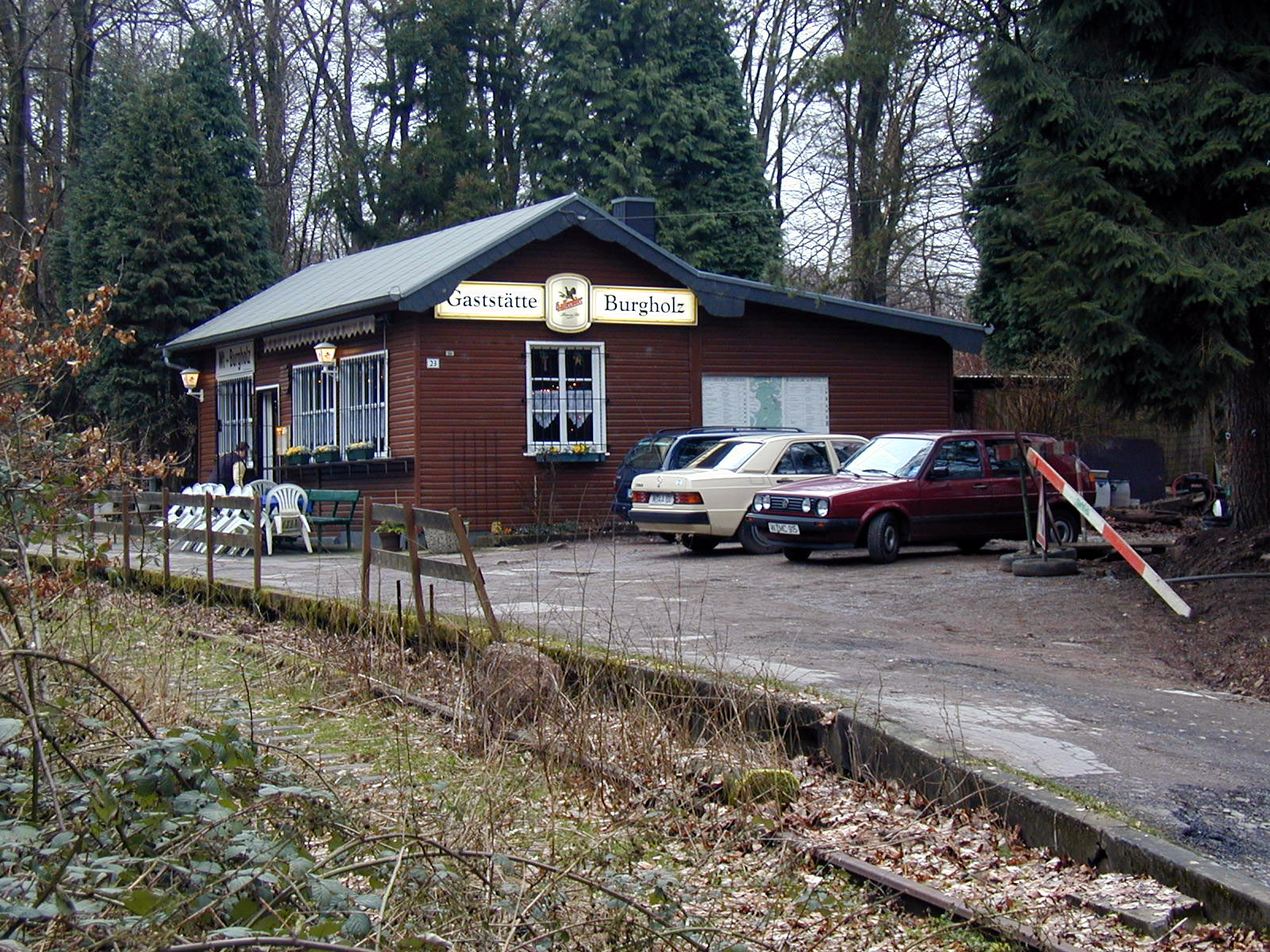
Der ehemalige Haltepunkt Burgholz
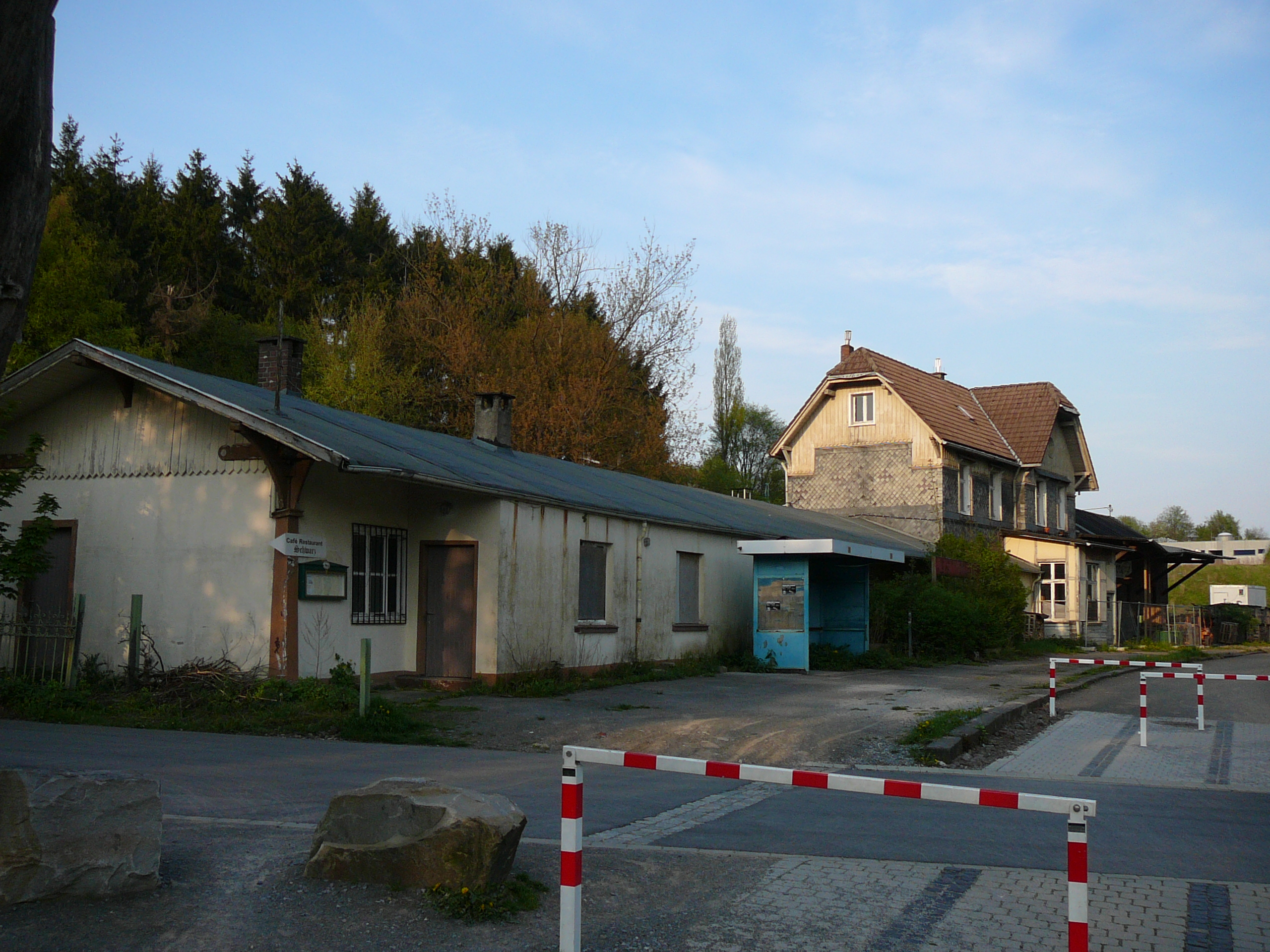
Der ehemalige Bahnhof Küllenhahn
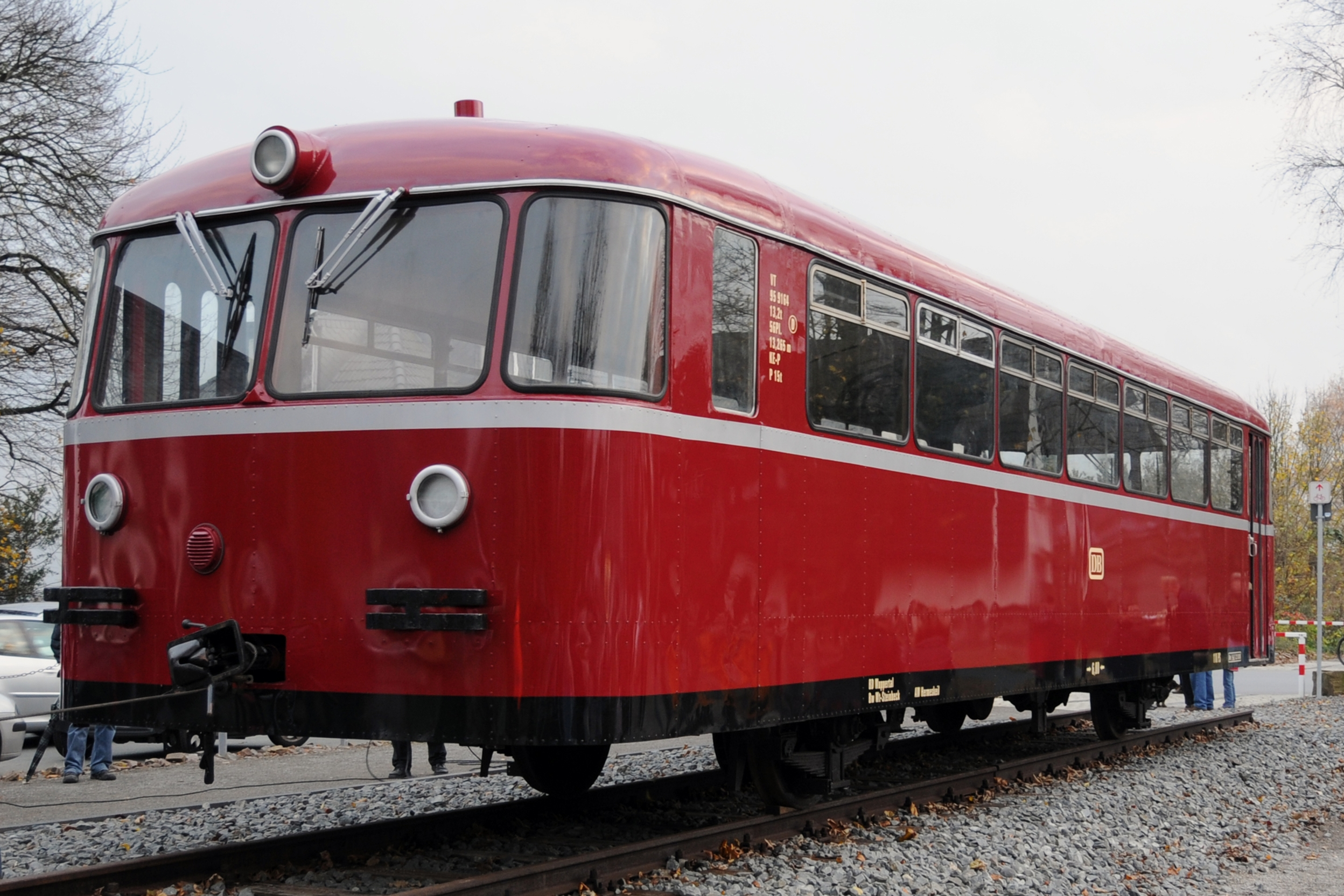
Der restaurierte Sambawagen auf dem Parkplatz der Firma Knipex